# واترفال، نیو ساوت ولز
واترفال (به انگلیسی: Waterfall) یک حومه شهر در استرالیا است که در ساترلند شایر واقع شده‌است.